# Apollonie Sabatier
Apollonie Sabatier, född 7 april 1822 i Mézières, Frankrike, död 3 januari 1890 i Paris, var en fransk modell, kurtisan och salongsvärd. Hon tillhörde de mest berömda av de så kallade demimonderna eller grande horizontales, kollektivt kallade La garde, i andra kejsardömets Paris.
Hon var från 1847 verksam som konstnärsmodell. Hon höll en salong som blev samlingsplatsen för Paris dåtida konstnärsvärld och fungerade som musa för många konstnärer. 